# Стереотецій
Стереотецій – закрите, похідне від апотеція, підземне плодове тіло грибів з відділу аскомікоти (Ascomycota). Стереотецій виповнений сплетінням гіфів, серед яких поодиноко або пучками формуються аски. Вивільнення спор зазвичай відбувається після проходження через шлунково-кишковий тракт ссавців, які поїдають стереотецій повністю. Таке плодове тіло характерне для справжніх трюфелів (порядок туберальні – Tuberales). Термін упроваджений Weber at al. (1997).